# 安親課輔班
安親課輔班，香港、澳門、中國大陸稱為補習託管，是一種因應雙薪家庭的社會變遷與家長對兒童課業壓力而形成的一種教育事業的統稱。
在台灣，為符合中華民國教育部《兒童課後照顧服務班與中心設立及管理辦法》的規定，安親課輔班的正式名稱為「兒童課後照顧服務班」或「兒童課後照顧服務中心」。其中「兒童課後照顧服務班」指公、私立國民小學設立，辦理兒童課後照顧服務之班級，政策主管機關為教育部國民及學前教育署；而「兒童課後照顧服務中心」指鄉（鎮、市、區）公所、私人（包括自然人或法人）或團體設立，辦理兒童課後照顧服務之機構，政策機關為教育部終身教育司。

## 獲利模式
通常安親課輔班會向家長先收取一筆註冊費，另外再收取每個月的月費，所以安親班的人數就是其獲利的主要依據，而合法安親課輔班的經營者可以另外再設立一些才藝課程，但每週才藝課時數以不超過三分之一為主，例如美語課、作文課、美術、數學課等，需另外收費。